# كاستلالتو
كاستلالتو (بالإيطالية: Castellalto)‏ هي بلدية في مقاطعة تيرامو في إقليم أبروتسو الإيطالي.

## السكان
في سنة 1861 بلغ عدد السكان 2٬615 نسمة، وتطور العدد ليصل في سنة 2011 لـ 7٬359 نسمة.
يظهر هذا المخطط البياني تطور النمو السكاني لـ كاستلالتو